# Lárus Orri Sigurðsson
Lárus Orri Sigurðsson (ur. 4 czerwca 1973 w Akureyri) – islandzki piłkarz występujący na pozycji obrońcy. Trener piłkarski.

## Kariera klubowa
Lárus karierę rozpoczynał w 1989 roku w drużynie Þór Akureyri. Występował tam do roku 1994. Następnie przeszedł do angielskiego Stoke City z Divison One. W 1998 roku spadł z nim do Division Two. Przez pięć lat w barwach Stoke rozegrał 200 spotkań i zdobył 7 bramek.
W sierpniu 1999 roku za 350 tysięcy funtów został sprzedany do West Bromwich Albion, grającego w Division One. W 2002 roku awansował z nim do Premier League. W lidze tej zadebiutował 17 sierpnia 2002 w przegranym 0:1 meczu z Manchesterem United. W 2003 roku spadł z zespołem do Division One, ale w 2004 roku ponownie wywalczył z nim awans do Premier League.
W 2005 roku Lárus wrócił do Þór Akureyri, w którym zaczynał swoją karierę. W 2006 roku został jego grającym trenerem. W maju 2010 roku odszedł z klubu. Grał jeszcze w Akraness, a po sezonie 2010, zakończył karierę.

## Kariera reprezentacyjna
W reprezentacji Islandii Lárus zadebiutował 2 lipca 1995 w wygranym 2:0 towarzyskim meczu z Wyspami Owczymi. 13 maja 1998 w zremisowanym 1:1 towarzyskim pojedynku z Arabią Saudyjską strzelił pierwszego gola w kadrze. W latach 1995–2003 w drużynie narodowej rozegrał łącznie 42 spotkania i zdobył 2 bramki.